# Antonio Adán
Antonio Adán Garrido (Madrid, 13. svibnja 1987.) španjolski je nogometni vratar. Trenutačno igra za iranski klub Esteghlal.
Adán je počeo u Realovom podmlatku. U sezoni 2005./06. branio je za C momčad i u 36 utakmica primio 29 pogodaka.
Iduće sezone je promoviran u B momčad gdje je bio zamjena Codini. Nakon što je Codina prodan Getafeu Adán je postao prvi vratar B momčadi.
U sezoni 2009./10. trenira s prvom momčadi i većinom boravi kao drugi vratar iza Casillasa.
Sa Španjolskom U19 reprezentacijom osvojio je zlato na Europskom prvenstvu 2006.